# Vladimir Ivlev
Vladimir Sergeevič Ivlev (in russo Владимир Сергеевич Ивлев?; Mosca, 28 febbraio 1990) è un cestista russo.

## Carriera
Con la Russia ha disputato i Campionati europei del 2017 e i Campionati mondiali del 2019.

## Palmarès
- Coppa di Russia: 2

Lokomotiv Kuban': 2017-2018
Uralmaš Ekaterinburg: 2024-2025
- Supercoppa VTB United League: 1

CSKA Mosca: 2021